# Argyra pilosicornis
Argyra pilosicornis är en tvåvingeart som först beskrevs av Walker 1849.  Argyra pilosicornis ingår i släktet Argyra och familjen styltflugor.
Artens utbredningsområde är Ontario. Inga underarter finns listade i Catalogue of Life.